# Chronik der Stadt Düren/1751–1800
Diese Liste ist eine Teilliste der Chronik der Stadt Düren. Sie listet datierte Ereignisse der zweiten Hälfte des 18. Jahrhunderts in Düren auf.

## 1752
- Die Fabrikanten Günter und Deutgen bauen die Eisen-Walzmühle an der nördlichen Stadtgrenze.

## 1753
- 23. August: Aufstellung des Nepomukstandbildes auf der Rurbrücke.

## 1754
- Infolge Blitzeinschlag brennt der größte Teil von Distelrath ab.

## 1755
- Starke Erdbeben, auch in anderen Gegenden Europas bis 1756.

## 1756
- Im Siebenjährigen Krieg (bis 1763) lagern zuerst die Franzosen, dann Preußen, dann wieder Franzosen in Düren.

## 1758
- Die Franzosen beschlagnahmen das Franziskanerkloster und errichten darin ein Lazarett.

## 1759
- 9. Mai: Vertrag zwischen Stadtverwaltung und Jesuiten über den Anbau der Lauretanischen Kapelle an der Annakirche.

## 1771
- Die Lutheraner erhalten ein Pfarrhaus auf dem Höfchen.

## 1773
- 21. Juli: Auflösung des Jesuitenordens in Düren.
- 25. September: Ordnung des Lebensmittelmarktes. Als Wochenmarkttage werden Dienstag, Donnerstag und Samstag festgesetzt (bis heute beibehalten). Obst darf an allen Wochentagen verkauft werden.

## 1774
- 11. Juni: Beerdigungsordnung
- 8. Oktober: Eröffnung des Pferdemarktes

## 1775
- 5. Juli: Der Rat beschließt die Einrichtung einer regelmäßigen Postverbindung mit Bonn. Der Wagen soll viermal wöchentlich fahren.

## 1777
- Die Papierfabrik Kaysermühle entsteht.

## 1778
- Wiederherstellung des alten Gymnasialgebäudes Annaplatz 3.

## 1779
- 14. Dezember: Einweihung der Lutheranerkirche am Steinweg (gebaut 1774–1779).

## Um 1780
- Anlage der ersten städtischen Promenade auf dem abgetragenen Wall zwischen Holz- und Philipptor (seit 22. September 1932: August-Klotz-Straße).

## 1781
- Die Galerien, Wachthäuser und Wachtstuben auf den Toren und die eisernen Ritter vor den Toren werden bis 1783 abgebrochen.

## 1782
- Vollendung der 1779 begonnenen Landstraße von Düren nach Monschau.
- Das Restaurant Zur Altdeutschen, zerstört im Zweiten Weltkrieg, wird erbaut.

## 1783
- Die Dürener Kompanie vom Landdragonerkorps nimmt Quartier im Kornhaus.

## 1784
- Die Papierfabrik Schoellershammer wird aus dem Eisenreckhammer des Jakob Theodor Deutgen entrichtet.

## 1785–1790
- Die Farbmühle am Lendersdorfer Mühlenteich wird in Betrieb genommen.

## 1785
- Begräbnisstreik in Düren (bis 1786)
- 12. Januar: Jakob Schmitz und Theodor Zilken erhalten die Genehmigung, im Dürener Hochwald nach Eisenstein zu graben.

## 1786
- Beginn einer städtischen Müllabfuhr.
- 26. Mai: Eröffnung des katholischen Friedhofes Kölnstraße, jetzt Adenauerpark.

## 1787
- Der innere Wall zwischen Wirteltor und Zehnthof wird abgetragen.

## 1788
- Umbau des Rathauses bis 1790.

## 1791
- In Düren gibt es 51 selbstständige Weber.
- 10. August: Das Kornhaus wird als Spinnerei zum Aufnahmehaus für verwahrloste Kinder.

## 1792
- Kriegsdrangsale im ersten Krieg Frankreichs gegen die Verbündeten (bis 1797).
- Erste Nummerierung der Häuser, die bis Haus 563 1/2 durchzählt.
- 5. Juni: Beginn der Postverbindung Düren-Monschau.
- 21. Dezember: Franzosen besetzen Düren, werden zwei Tage später vertrieben. Eine serbische Hilfsabteilung der Österreicher plündert in der Stadt.

## 1793
- 700 gefangene Franzosen werden im Franziskanerkloster einquartiert.
- In Düren gibt es:
  - 1 Eisenschmelze
  - 2 Eisenhämmer
  - 2 Nagelfabriken
  - 1 Eisendrahtfabrik
  - 3 Fingerhutmühlen in Kupfer und Eisen
- 1. März: Sieg der Österreicher über die Franzosen bei Aldenhoven. Große Truppenbewegungen um Düren.

## 1794
- Bestattung der an einer Seuche gestorbenen französischen Soldaten im Franzosengraben (Gegend der heutigen Ursulinen- und Wernerstraße).
- Einrichtung eines Spitals im Jesuitengebäude; Backöfen in der Marienkirche.
- 2. Oktober: Die Franzosen siegen über die Österreicher in der zweiten Schlacht bei Aldenhoven. Die Franzosen besetzen Düren für die nächsten 20 Jahre bis zum 13. Januar 1814.
- 5. November: Französische Fahne auf dem Rathaus.
- Dezember: In der Kapuzinerkirche wird ein Heumagazin eingerichtet.

## 1795
- Der reformierte Prediger Johann Sommer errichtet in Düren eine Privatschule mit Pensionat.
- 6. Juni: Der Galgen wird entfernt.

## 1797
- Unter Napoleon werden in Düren 514 Häuser gezählt.
- Düren wird Sitz einer neuen Regierung für die Gebiete des früheren Herzogtums Jülich.

## 1798
- Aufhebung des Zehnten.
- 16. April: Einführung der Zivilehe und Zivilstandsregister (Aufbau der Standesämter heutiger Form).
- 30. Juni. Erste allgemeine Dürener Teichreinigung
- Johann Arnold Schoeller kommt von Schleiden nach Düren und gründet mit seinem Bruder die jetzige Firma Leopold Schoeller und Söhne.

## 1800
- Düren hat 4500 Einwohner.
- 21. März: Beginn der neuen Bürgerwache.